# Gianni Pons
Gianni Pons (Milano, 8 marzo 1909 – 1975) è stato uno sceneggiatore e regista italiano.

## Biografia
Pons interpretò il duca di Nemours nel film Ettore Fieramosca (sua unica prova da attore) diretto da Alessandro Blasetti, al quale rimase professionalmente collegato come suo assistente personale lavorando su alcune sceneggiature. Trasferitosi a Torino nel 1942 diresse il film drammatico L'angelo del crepuscolo, tratto dal suo libro. Nel 1946 fu il regista della versione italiana del film francese Non siamo sposati (Nous ne sommes pas mariés). Lavorò poi a Barcellona per gli "Hispanicas", ritirandosi dall'industria cinematografica alla fine degli anni Cinquanta.

## Filmografia

### Sceneggiatore
- Divieto di sosta, regia di Marcello Albani (1942)
- La moglie in castigo, regia di Leo Menardi (1943)

### Sceneggiatore e regista
- L'angelo del crepuscolo (1942)
- Veneno (1952)
- Três Garimpeiros (1955)

### Regista
- Non siamo sposati (Nous ne sommes pas mariés), co-regia di Bernard-Roland (1946)

### Attore
- Ettore Fieramosca, regia di Alessandro Blasetti (1938)